# François Georges Martinez
François Georges Martinez est un homme politique français né le 25 mars 1769 à Saverne (Alsace) et mort le 18 octobre 1843 au même lieu.

## Biographie
Avocat, il est commissaire du gouvernement près le tribunal de Saverne puis juge au tribunal et enfin conservateur des hypothèques. Il est député du Bas-Rhin en 1815, pendant les Cent-Jours.

## Sources
- « François Georges Martinez », dans Adolphe Robert et Gaston Cougny, Dictionnaire des parlementaires français, Edgar Bourloton, 1889-1891 [détail de l’édition]